# Южная Корея на летних Олимпийских играх 1948
Республика Корея принимала участие в Летних Олимпийских играх 1948 года в Лондоне (Великобритания) в первый раз за свою историю, и завоевала две бронзовые медали. Сборная страны состояла из 46 спортсменов (45 мужчин, 1 женщина). Это первые олимпийские медали, завоёванные Республикой Корея.

## Медалисты
| Медаль | Спортсмен    | Вид спорта       | Дисциплина        |
| ------ | ------------ | ---------------- | ----------------- |
| Бронза | Хан Су Ан    | Бокс             | Мужчины, до 51 кг |
| Бронза | Ким Сон Джип | Тяжёлая атлетика | Мужчины, до 75 кг |